# La prochaine fois je viserai le cœur
Pour plus de détails, voir Fiche technique et Distribution.
La prochaine fois je viserai le cœur est un film policier français écrit et réalisé par Cédric Anger, sorti en 2014. Il s'agit de l'adaptation de l’affaire Alain Lamare et du roman Un assassin au-dessus de tout soupçon d'Yvan Stefanovitch.

## Synopsis
En 1978 et en 1979, les habitants de l'Oise sont dans l'angoisse d'un maniaque, qui tue plusieurs auto-stoppeuses et qui échappe à la police. Alors surnommé « le tueur de l'Oise » il est un jeune gendarme timide qui enquête sur ses propres meurtres, jusqu'à perdre le contrôle de la situation. Il est arrêté par ses propres collègues de travail.

## Fiche technique
Sauf indication contraire, les informations mentionnées dans cette section peuvent être confirmées par la base de données cinématographiques IMDb,  présente dans la section « Liens externes ».
- Titre original : La prochaine fois je viserai le cœur
- Titre provisoire : À l'ombre des forêts
- Réalisation : Cédric Anger
- Scénario : Cédric Anger, d'après le roman Un assassin au-dessus de tout soupçon d'Yvan Stefanovitch
- Décors : Thierry François
- Costumes : Jürgen Dœring
- Photographie : Thomas Hardmeier
- Son : Pierre André, Jean Goudier, Nicolas Dambroise et Florent Lavallée
- Montage : Julien Leloup
- Musique : Grégoire Hetzel
- Production : Alain Attal et Anne Rapczyk
- Sociétés de production : Sunrise Film et Les Productions du Trésor ; Mars Films et Caneo Films (coproductions)
- Société de distribution : Mars Distribution (France)
- Pays d'origine :  France
- Format : couleur - 2.35 : 1
- Langue originale : français
- Genre : policier
- Budget : 5 073 514 euros[1]
- Durée : 111 minutes
- Dates de sortie :
  - France : 24 août 2014 (Festival du film francophone d'Angoulême) ; 12 novembre 2014 (sortie nationale)
  - Belgique : 12 novembre 2014

## Distribution
- Guillaume Canet : Franck Neuhart[2]
- Ana Girardot : Sophie
- Jean-Yves Berteloot : Lacombe
- Patrick Azam : Tonton
- Arnaud Henriet : Locray
- Alice de Lencquesaing : Melissa
- Jean-Paul Comart : le père de Franck
- Cédric Le Maoût : le mari de Sophie
- Alexandre Carrière : Ossart
- François-Dominique Blin : Niel
- Franck Andrieux : Auzier
- Arthur Dujardin : Bruno
- Hélène Vauquois : la mère de Franck
- Michel Cassagne : le vieil homme
- Jade Henot : Alice
- Laura Giudice : Roxanne
- Annette Lowcay : la mère de Sophie
- Eric Leblanc : le serveur bistrot
- Vincent Pietton : le client bistrot
- Nicolas Ronchi : Le docteur
- Rachid Selmi : le gendarme battu
- Sebastien Dravnieks : le citerne
- Douglas Attal : Nono
- Frédéric Masse : le gendarme des empreintes
- Piérick Tournier : Carpentier
- Thomas Baelde : l'homosexuel

## Production
Le tournage s'est déroulé du 25 novembre 2013 à janvier 2014 dans le Pas-de-Calais : Arras, Hénin-Beaumont, Bully-les-Mines, Avion, Lens, Ourton, Vimy, Givenchy-en-Gohelle, Méricourt et Bruay-La-Buissière.

### Musique
Sauf indication contraire, les informations mentionnées dans cette section peuvent être confirmées par le générique de fin de l'œuvre audiovisuelle présentée ici, ainsi que par la base de données cinématographiques IMDb,  présente dans la section « Liens externes ».
- Laisse-moi t'aimer par Mike Brant de 1970 (dans un bar, Franck assis au comptoir observe des amoureux s'embrasser, énervé il casse des œufs durs sans les manger, commande une bière la boit d'un trait, en commande une autre, paye sans la boire, attend aux toilettes).
- Le Diro Parole Blu par Christophe de 1974 (dans le salon chez la mère de Sophie, Franck allume le tourne-disque pendant que Sophie sert deux verres de Martini, il l'invite à danser).
- You Can't Put Your Arms Around a Memory (en) par Johnny Thunders de 1978 (Franck allume l'autoradio en ramenant Sophie à la maison de sa mère, elle lui demande d'arrêter et dit qu'elle va terminer à pieds, elle descend de voiture, lui descend aussi et la rattrape).
- Old Abram Brown de Friday Afternoons (en) par Benjamin Britten (générique de fin).
- The Black Angel's Death Song (en) par The Velvet Underground et Nico de 1967.

## Accueil

### Festival et sortie
La prochaine fois je viserai le cœur est sélectionné au festival du film francophone d'Angoulême en août 2014 avant sa sortie dans les salles, le 12 novembre 2014.

### Accueil critique
En France, le site Allociné propose une note moyenne de 3,7⁄5 à partir de l'interprétation de critiques provenant de 30 titres de presse.

## Distinctions

### Récompense
- Festival de la page à l'image du Croisic 2014 : Hublot d'or de la meilleure adaptation

### Nominations
- Césars 2015 : 
  - meilleur acteur pour Guillaume Canet
  - meilleure adaptation pour Cédric Anger

### Revue de presse
- Michaël Degré, « Un Guillaume Canet à faire peur. Dans La prochaine fois je viserai le cœur, le chouchou de ces dames affiche le regard froid et morbide du tueur. Il a même effrayé ses proches, le bougre » L'Avenir no 276, Bouge (Belgique), 10 novembre 2014 p. 15